# Bechir Ben Saïd
Bechir Ben Saïd (Gabes, Túnez; 29 de noviembre de 1994) es un futbolista tunecino. Juega de portero y su equipo es el Espérance de Tunis del CLP1. Es internacional absoluto por la selección de Túnez desde 2021.

## Selección nacional
Fue citado por la selección de Túnez para la Copa Africana de Naciones 2021.

### Participaciones en copas continentales
| Copa                           | Sede            | Resultado        |
| ------------------------------ | --------------- | ---------------- |
| Copa Árabe de la FIFA 2021     | Catar           | Subcampeón       |
| Copa Africana de Naciones 2021 | Camerún         | Cuartos de final |
| Copa Africana de Naciones 2023 | Costa de Marfil | Primera fase     |

## Clubes
| Club               | País  | Año           |
| ------------------ | ----- | ------------- |
| A. S. Gabès        | Túnez | 2014-2018     |
| U. S. Monastir     | Túnez | 2018-2024     |
| Espérance de Tunis | Túnez | 2024-presente |

## Palmarés

### Títulos nacionales
| Título             | Club           | País  | Año     |
| ------------------ | -------------- | ----- | ------- |
| CLP2               | A. S. Gabès    | Túnez | 2015-16 |
| Copa de Túnez      | U.S. Monastir  | Túnez | 2019-20 |
| Supercopa de Túnez | U. S. Monastir | Túnez | 2020    |